# Non Non Biyori
Non Non Biyori (のんのんびより) é uma série de mangá escrita e ilustrada por Atto. Começou a ser publicado na revista de mangá seinen Monthly Comic Alive da Media Factory a partir de setembro de 2009. A série de anime foi adaptada pelo estúdio Silver Link, a primeira temporada foi transmitida entre outubro e dezembro de 2013. Uma segunda temporada de anime foi transmitida entre julho e setembro de 2015. Um filme de anime estreou em agosto de 2018, e uma terceira temporada de anime foi transmitida entre janeiro e março de 2021.

## Enredo
A história se passa na aldeia rural de Asahigaoka, um lugar sem muitos dos confortos que as pessoas da cidade estão acostumadas a ter. As lojas mais próximas estão a milhas de distância e a escola tem apenas cinco alunos, onde cada um está num grau de escolaridade diferente. Hotaru Ichijo, uma estudante de Tóquio é transferida para a Escola Rural de Asahigaoka e terá de adaptar-se à vida do campo com as suas novas amigas.

## Personagens

### Personagens principais
Hotaru Ichijo (一条 蛍, Ichijō Hotaru)
Voz de: Rie Murakawa
Hotaru é uma estudante do quinto ano que, devido à transferência de trabalho do seu pai, se transfere para a Escola Filial de Asahigaoka vinda de Tóquio. Ela é bastante alta para a sua idade e tem uma paixão por Komari a ponto de frequentemente costurar várias bonecas de peluche de Komari para decorar o seu quarto. Ela já tinha vindo a Asahigaoka várias vezes anteriormente quando era mais nova porque os seus parentes vivem nas proximidades.
Renge Miyauchi (宮内 れんげ, Miyauchi Renge)
Voz de: Kotori Koiwai
Renge é uma estudante do primeiro ano. A sua expressão característica é "nyanpasū", e ela toca flauta. Embora geralmente aja conforme a sua idade, ela é frequentemente bastante perspicaz e excêntrica. Acrescenta um "n" supérfluo no final das frases como um tique verbal. Ela é irmã mais nova de Hikage e Kazuho.
Natsumi Koshigaya (越谷 夏海, Koshigaya Natsumi)
Voz de: Ayane Sakura
Natsumi é uma estudante do décimo ano. Ela é mais alta do que a sua irmã mais velha, Komari. É rebelde e despreocupada, frequentemente responde à mãe, faz partidas à sua irmã mais velha e tem um desempenho fraco na escola.
Komari Koshigaya (越谷 小鞠, Koshigaya Komari)
Voz de: Kana Asumi
Komari é uma estudante do 11º ano e a irmã mais velha da Natsumi. Ela é bastante baixa, um facto que ela constantemente lamenta, já que a Natsumi frequentemente a provoca por causa disso. Ela tem uma personalidade inocente e facilmente assustada, o que a Natsumi muitas vezes aproveita.

### Personagens secundários
Suguru Koshigaya (越谷 卓, Koshigaya Suguru)
Suguru é um estudante do 12º ano e o irmão mais velho da Natsumi e da Komari. Ele não fala e tem uma presença muito discreta, limitando-se a participações ocasionais em comédia visual estática.
Kazuho Miyauchi (宮内 一穂, Miyauchi Kazuho)
Voz de: Kaori Nazuka
Kazuho é a irmã mais velha da Renge e a única professora na escola local. Ela também é uma graduada de 24 anos da Escola Filial de Asahigaoka. Ela gosta muito de dormir. Como todos os alunos estudam essencialmente por conta própria na sala de aula devido aos diferentes níveis de ano, ela muitas vezes passa o tempo da aula a tirar sestas.
Kaede Kagayama (加賀山 楓, Kagayama Kaede)
Voz de: Rina Satō
Kaede é uma graduada de 20 anos da Escola Filial de Asahigaoka que gere a loja de doces local. Como resultado, as outras personagens, e a Renge em particular, chamam-na "Dagashi-ya" (駄菓子屋, lit. Loja de Doces)). A sua loja também opera um negócio de aluguer de equipamento de esqui e um serviço de encomenda pelo correio.
Hikage Miyauchi (宮内 ひかげ, Miyauchi Hikage)
Voz de: Misato Fukuen
Hikage é a irmã mais velha da Renge, uma estudante do décimo ano que estuda em Tóquio. Ela também é uma graduada da Escola Filial de Asahigaoka. Ela também aparece noutra obra do autor, Koakuma Meringue (こあくまメレンゲ, lit. Merengue do Diabinho)). Quando ela regressa à aldeia, tenta impressionar os seus irmãos e amigos com o seu estilo moderno de "rapariga da cidade", mas acaba por ser superada pelo conhecimento genuinamente moderno da Hotaru.
Yukiko Koshigaya (越谷 雪子, Koshigaya Yukiko)
Voz de: Akiko Hiramatsu
Yukiko é a mãe da Natsumi, da Komari e do Suguru. Ela costuma ser rigorosa, especialmente com a Natsumi, que muitas vezes não se esforça muito. Ela também é uma graduada da Escola Filial de Asahigaoka. Quando era estudante, ela cuidou da Kazuho da mesma forma que a Kaede cuidou da Renge quando esta era mais nova (conforme indicado pelo autor no posfácio).
Konomi Fujimiya (富士宮 このみ, Fujimiya Konomi)
Voz de: Ryōko Shintani
Konomi é uma graduada da Escola Filial de Asahigaoka que vive ao lado dos Koshigayas. Ela é uma estudante do terceiro ano numa escola secundária próxima.
Honoka Ishikawa (石川 ほのか, Ishikawa Honoka)
Voz de: Ayahi Takagaki
A Honoka é uma estudante do primeiro ano que vem visitar a sua avó durante as férias de verão e torna-se amiga da Renge. Ela também aparece noutra obra do autor, Toko-toko (とことこ).
Aoi Nizato (新里 あおい, Niizato Aoi)
Voz de: Shino Shimoji
Aoi é uma estudante do décimo ano que vive em Okinawa e trabalha no alojamento da sua família. Membro do clube de badmínton da sua escola, ela rapidamente faz amizade com a Natsumi devido à sua idade semelhante e ao interesse comum no desporto.
Shiori (しおり, Shiori)
Voz de: Misaki Kuno
Shiori é filha de um polícia que trabalha numa esquadra local e tem um ano a menos do que a Renge.
Akane Shinoda ((篠田 あかね, Shinoda Akane)
Voz de: Aimi Tanaka
Akane é uma estudante do décimo ano, uma júnior da Konomi, e responsável pela flauta na banda de metais da escola.

## Media

### Mangá
O manga de Atto foi serializado na revista Monthly Comic Alive da editora Media Factory, a partir da edição de novembro de 2009, que foi vendido em 26 de setembro de 2009, até a edição de abril de 2021, que foi vendido em 26 de fevereiro de 2021. A série contou com 120 capítulos sendo compilada em 16 volumes tankōbon, publicados de 29 de junho de 2015 a 23 de março de 2021. Em maio de 2021, começou a serialização de um spin-off curto intitulado Non Non Biyori: Remember.

#### Lista de volumes
| N.º      | Data de lançamento      | ISBN              |
| -------- | ----------------------- | ----------------- |
| 1        | 23 de março de 2010     | 978-4-0406-6521-4 |
| 2        | 22 de dezembro de 2010  | 978-4-0406-6522-1 |
| 3        | 22 de outubro de 2011   | 978-4-0406-6523-8 |
| 4        | 23 de julho de 2012     | 978-4-0406-6524-5 |
| 5        | 23 de fevereiro de 2013 | 978-4-0406-6525-2 |
| 6        | 21 de setembro de 2013  | 978-4-0406-6526-9 |
| 7        | 23 de julho de 2014     | 978-4-0406-6813-0 |
| 8        | 23 de março de 2015     | 978-4-0406-7282-3 |
| 9        | 22 de dezembro de 2015  | 978-4-0406-7860-3 |
| 10       | 23 de setembro de 2016  | 978-4-0406-8542-7 |
| 11       | 23 de maio de 2017      | 978-4-0406-9252-4 |
| 12       | 23 de fevereiro de 2018 | 978-4-0406-9686-7 |
| 13       | 21 de novembro de 2018  | 978-4-040651-80-4 |
| 14       | 23 de agosto de 2019    | 978-4-040640-16-7 |
| 15       | 23 de maio de 2020      | 978-4-040646-34-3 |
| 16       | 23 de março de 2021     | 978-4-04-680308-5 |
| Remember | 23 de março de 2022     | 978-4-04-681161-5 |

### Anime
Uma adaptação para série de anime com 12 episódios, produzida pelo estúdio Silver Link e dirigida por Shin'ya Kawatsura, foi exibida no Japão entre 8 de outubro e 24 de dezembro de 2013 e transmitida simultaneamente pela Crunchyroll. Um OVA foi incluído com o sétimo volume do mangá lançado em 23 de julho de 2014. A música de abertura foi "Nanairo Biyori" (なないろびより, lit. Tempo Colorido do Arco-íris) interpretado por Nano Ripe e música de encerramento foi "Non Non Biyori" (のんのん日和), composto por Zaq e interpretado por Rie Murakawa, Ayane Sakura, Kana Asumi e Kotori Koiwai.
A segunda temporada intitulada, Non Non Biyori Repeat, foi transmitida no Japão entre 7 de julho e 22 de setembro de 2015. Um OVA desta temporada foi incluído com o décimo volume do mangá lançado em 23 de setembro de 2016. A música de abertura foi "Kodama Kotodama" (こだまことだま, lit. Palavras Ecoantes) interpretado por Nano Ripe e a música de encerramento foi "Okaeri" (おかえり, lit. Bem-vindo de Volta) interpretado por Murakawa, Sakura, Asumi e Koiwai.
Um filme de anime intitulado Non Non Biyori Vacation estreou em 25 de agosto de 2018, com a equipa e o elenco da série de anime retornando para reprisar os seus papéis. A música de abertura do filme foi Ao no Rakugaki (あおのらくがき, lit. Grafite Azul) interpretada por Nano Ripe, e a música de encerramento é Omoide (おもいで, lit. Memórias) composta por Zaq e interpretada por Murakawa, Sakura, Asumi e Koiwai.
A terceira temporada, intitulada Non Non Biyori Nonstop, foi transmitida de 11 de janeiro a 29 de março de 2021. A equipa e o elenco das duas primeiras séries de anime reprisaram os seus papéis para esta temporada. Um OVA desta temporada foi incluído com o volume de Non Non Biyori Remember lançado em 23 de março de 2022. A música de abertura é Tsugihagi Moyō (つぎはぎもよう, lit. Padrão de Retalhos) interpretada por Nano Ripe, e a música de encerramento é Tadaima (ただいま, lit. Voltei para Casa) cantada por Murakawa, Sakura, Asumi e Koiwai.